# Atzimba
Atzimba es una ópera en tres actos y siete escenas con música de Ricardo Castro y libreto de Alberto Michel y Alejandro Cuevas, estrenada en 1900 en la Ciudad de México.

## Historia

### Recepción
El estreno de Atzimba se llevó a cabo con éxito, el 20 de enero de 1900 con la compañía de zarzuela del Teatro Arbeu. Cuatro días después del estreno de la ópera, se publicó una reseña en el Diario del Hogar: 

El éxito de la ópera proporcionó un éxito franco, ruidoso, a los señores Alberto Michel y Alejandro Cuevas, autores de la letra, y Ricardo Castro, compositor de la música. El argumento está dividido en dos actos y seis cuadros. La parte patriótica del asunto fue manejada con sumo tacto para no incurrir en exageraciones ridículas. Seis magníficas decoraciones debidas al pincel de Solórzano obtuvieron unánime aplauso. Castro no escribió obertura siguiendo el sistema de los compositores modernos, sólo unos cuantos compases preceden au lever du rideau que diría un francés. Esta inmensa ventaja puede ser apreciada por aquellos que hemos escuchado las óperas "Fedora" y "Andrea Chénier" de Giordano. La instrumentación es en extremo delicada, siguiendo el sistema adoptado por el que acabamos de nombrar. El número que agradó más al público fue el Intermezzo, del segundo acto, pues mereció los honores del bis.
 Periódico Diario del Hogar, firmado por R. N. Montante (24 de enero de 1900)

El estreno fue recibido de manera exitosa por su temática y se consideró a la soprano Soledad Goyzueta como una destacada de la función a pesar del mal desempeño de otros cantantes. En septiembre de ese mismo año se habría de inaugurar el Teatro Renacimiento, que más tarde se convertiría en el Teatro Virginia Fábregas, con una temporada que se inició con Aïda y terminó, el 11 de noviembre, con la reposición de Atzimba.

### Historial de representaciones
Después del exitoso estreno de la ópera, la obra fue representada en 1928, 1935 y 1952, bajo la dirección de José F. Vásquez. La última representación de la ópera en el siglo XX se realizó en julio de 1952 en el Palacio de Bellas Artes con la soprano Rosa Rimoch como Atzimba y el tenor José Soler como Jorge de Villadiego. La obra se transmitió en la radio, y queda un fragmento de la transmisión. Ese es el único registro conservado del segundo acto, pues la partitura de la obra se perdió luego. Desde su última función en Bellas Artes, sólo se conservan de la obra dos actos completos y uno último sin instrumentar. Arturo Márquez realizó una reconstrucción del faltante segundo acto de la obra.
La versión con la reconstrucción de la orquestación del segundo acto realizada por Arturo Márquez se estrenó el 7 de febrero de 2014 en el Teatro Ricardo Castro de la ciudad de Durango en el marco de las conmemoración por los 150 años del nacimiento del compositor. La producción se presentó después en la ciudad de Cuernavaca y en la Ciudad de México.

### Repercusión
La creación de Atzimba se sitúa históricamente en un momento en que sucede un movimiento de creación operística en toda Latinoamérica. Entre los compositores latinoamericanos que escriben óperas al mismo tiempo que Ricardo Castro crea su Atzimba se deben mencionar a los mexicanos Melesio Morales, Julio Morales y Ernesto Elorduy, los uruguayos Tomás Giribaldi con sus óperas La Parisina y Manfredi di Svevia y Oscar Camps y Soler con su ópera Esmeralda. León Ribeiro estrena su ópera Colón en 1892 en el marco de las festividades por el cuarto centenario del descubrimiento de América; las tres óperas llamadas todas Tabaré, basadas en el poema homónimo de José Zorrilla de San Martín, compuestas respectivamente a Alfonso Broqua, Arturo Cosgaya Ceballos, y Heliodoro Oseguera. También se destacan los compositores de ópera chilenos Aquinas Ried y Eliodoro Ortiz de Zárate, los colombianos José María Ponce de León y Augusto Azzali, el brasileño Antonio Carlos Gomes y los argentinos Francisco Hargreaves, Miguel Rojas y Edoardo Torrens.
La obra de Ricardo Castro se ubica en la tradición de las óperas con temas históricos y tendencias nacionalistas, el indianismo operístico que surgió con Il Guarany de Antonio Carlos Gomes y que le siguieron obras como el Guatemotzin de Aniceto Ortega, Ollanta y Atahualpa de José María Valle Riestra, Huémac de Pascual de Rogatis y Quiché Vinak de Jesús Castillo entre muchas otras.

## Sinopsis
- Lugar: Michoacán.
- Época: 1522.

### Acto I
En un salón del palacio del rey Tzimzitcha. Huépac, Hirepan y algunos sacerdotes y guerreros hablan sobre la invasión de su patria por extraños. Se acusa al emperador Moctezuma II por su cobardía al entregar las tierras de Anáhuac a los españoles. Piden entonces la intervención de la diosa de la Luna “Xharatanga”, la cual verá por ellos y ayudará para que se derrame la sangre de los invasores en la piedra de los sacrificios. En tanto, Huépac revela a Hirepan el amor que siente por la princesa Atzimba, hermana del rey, y también descubre que ama al enemigo español Jorge de Villadiego, al que juran habrá que sacrificar para ofrecerle al sol su corazón como ofrenda. Jorge se enamora de Atzimba y ella no puede rechazar su amor.

### Acto II
Huépac aprovecha la turbación de Atzimba y le confiesa su amor, al tiempo que la amenaza con informar al rey el amor que Atzimba le profesa al enemigo. El rey, al darse cuenta de lo que siente Atzimba por el conquistador español, le hace aprehender al recibirlo como emisario de Hernán Cortés.

### Acto III
El rey hace conducir a Jorge hasta la piedra de los sacrificios en donde es inmolado. Atzimba jura que lo seguirá hasta la muerte arrebatando el puñal de sacrificio de Huépac para clavárselo en el corazón.

## Personajes
| Papel                                | Tesitura     | Elenco del estreno, 1 de febrero de 1900 (Director: Eduardo Vigil y Robles) |
| ------------------------------------ | ------------ | --------------------------------------------------------------------------- |
| Atzimba, princesa tarasca            | soprano      | Soledad Goyzueta                                                            |
| Jorge de Villadiego, oficial español | tenor        | Eduardo Luján                                                               |
| Sirunda, amiga de Atzimba            | mezzosoprano | Esperanza Dimarías                                                          |
| Huepac, gran sacerdote               | bajo         | Luis G. Parra                                                               |
| Hirepan, general tarasco             | barítono     | Leandro Díaz                                                                |
| Tzimzitcha, rey                      | bajo         | José Páez                                                                   |

## Estilo
Algunas fuentes documentales mencionan que en su forma original, Atzimba tenía las características de una zarzuela, y que sólo más tarde fue transformada en ópera. El estilo musical de la ópera pertenece al romanticismo tardío, contiene rasgos wagnerianos y pertenece a un género nacionalista popular entre los compositores operísticos de América Latina.

## Grabaciones
- Director: José F. Vásquez. Rosa Rimoch (Atzimba), José Soler (Jorge), María Teresa García (Sirunda), Roberto Silva (Huepac), Fausto del Prado (Hirepan), Ignacio Ruffino (Tzimzitcha). Orquesta y coro del Teatro de Bellas Artes (1952). Grabación en vivo.
- Director: Enrique Patrón de Rueda. Violeta Dávalos (Atzimba), Carlos Arturo Galván (Jorge), Ana Caridad Acosta (Sirunda), Guillermo Ruiz (Huepac), Armando Gama (Hirepan), Carlos Sánchez (Tzimzitcha). Orquesta y coro del Teatro de Bellas Artes (2020). Grabación en vivo.